# Espanha nos Jogos Olímpicos de Inverno de 2006
A Espanha mandou 16 competidores para os Jogos Olímpicos de Inverno de 2006, em Turim, na Itália. A delegação não conquistou nenhuma medalha.

## Desempenho

### Biatlo
| Atleta                | Evento               | Final     | Final | Final |
| Atleta                | Evento               | Tempo     | Pen.  | Pos.  |
| --------------------- | -------------------- | --------- | ----- | ----- |
| Luis Alberto Hernando | Velocidade masculino | 32:26.0   | 4     | 83    |
| Luis Alberto Hernando | Individual masculino | 1:06:54:4 | 7     | 80    |

### Esqui alpino
| Atletas                | Evento                  | Final      | Final      | Final      | Final   | Final |
| Atletas                | Evento                  | 1ª Corrida | 2ª Corrida | 3ª Corrida | Total   | Pos.  |
| ---------------------- | ----------------------- | ---------- | ---------- | ---------- | ------- | ----- |
| Andrea Casasnovas      | Downhill feminino       |            |            |            | 2:06.73 | 38    |
| Andrea Casasnovas      | Combinado feminino      | DNS        | DNS        | DNS        | DNS     | DNS   |
| Leyre Morlans          | Downhill feminino       | DNF        | DNF        | DNF        | DNF     | DNF   |
| Leyre Morlans          | Super-G feminino        |            |            |            | 1:38.53 | 49    |
| María José Rienda      | Super-G feminino        | DNF        | DNF        | DNF        | DNF     | DNF   |
| María José Rienda      | Slalom gigante feminino | 1:02.28    | 1:09.85    |            | 2:12.13 | 13    |
| Carolina Ruiz Castillo | Downhill feminino       |            |            |            | 2:01.09 | 30    |
| Carolina Ruiz Castillo | Super-G feminino        |            |            |            | 1:35.20 | 3     |
| Carolina Ruiz Castillo | Slalom gigante feminino | 1:03.18    | 1:10.36    |            | 2:13.54 | 20    |
| Carolina Ruiz Castillo | Combinado feminino      | 41.74      | 46.47      | 1:32.72    | 3:00.93 | 25    |

### Esqui cross-country
| Atleta               | Evento                          | Preliminares | Preliminares | Quartas | Quartas | Semifinal | Semifinal | Final     | Final |
| Atleta               | Evento                          | Total        | Pos.         | Total   | Pos.    | Total     | Pos.      | Total     | Pos.  |
| -------------------- | ------------------------------- | ------------ | ------------ | ------- | ------- | --------- | --------- | --------- | ----- |
| Laia Aubert Torrents | Clássico feminino               |              |              |         |         |           |           | 33:29.4   | 64    |
| Laia Aubert Torrents | Perseguição combinada feminina  |              |              |         |         |           |           | 50:41.3   | 61    |
| Juan Jesús Gutiérrez | Largada coletiva masculina      |              |              |         |         |           |           | 2:06:43.3 | 22    |
| Laura Orgue          | Clássico feminino               |              |              |         |         |           |           | 33:18.6   | 63    |
| Laura Orgue          | Perseguição combinada feminina  |              |              |         |         |           |           | 51:16.5   | 63    |
| Diego Ruiz           | Clássico masculino              |              |              |         |         |           |           | 2:06:43.3 | 46    |
| Diego Ruiz           | Perseguição combinada masculina |              |              |         |         |           |           | 1:24:05.5 | 54    |
| Diego Ruiz           | Largada coletiva masculina      |              |              |         |         |           |           | 2:06:51.6 | 23    |
| Vicente Vilarrubla   | Clássico masculino              |              |              |         |         |           |           | 43:47.2   | 65    |
| Vicente Vilarrubla   | Perseguição combinada masculina |              |              |         |         |           |           | 1:19:39.8 | 31    |
| Vicente Vilarrubla   | Largada coletiva masculina      |              |              |         |         |           |           | 2:09:03.1 | 42    |

### Esqui estilo livre
| Atleta        | Evento           | Preliminar | Preliminar | Final       | Final |
| Atleta        | Evento           | Pontos     | Pos.       | Pontos      | Pos.  |
| ------------- | ---------------- | ---------- | ---------- | ----------- | ----- |
| Nuria Montane | Moguls masculino | 11.76      | 29         | Não avançou | 29    |

### Snowboard
Halfpipe
| Atleta            | Evento             | Preliminar | Preliminar | Preliminar | Preliminar | Final       | Final       | Final |
| Atleta            | Evento             | Pontos     | Pos.       | Pontos     | Pos.       | 1ª corrida  | 2ª corrida  | Pos.  |
| ----------------- | ------------------ | ---------- | ---------- | ---------- | ---------- | ----------- | ----------- | ----- |
| Queralt Castellet | Halfpipe masculino | 20.5       | 19         | 18.3       | 20         | Não avançou | Não avançou | 26    |
| Iker Fernandez    | Halfpipe masculino | 27.0       | 22         | 27.0       | 22         | Não avançou | Não avançou | 28    |
| Clara Villoslada  | Halfpipe feminino  | 10.3       | 29         | 11.4       | 24         | Não avançou | Não avançou | 30    |

Snowboard Cross
| Atleta        | Evento                    | Preliminar | Preliminar | Oitavas     | Quartas     | Semifinal   | Final       | Final |
| Atleta        | Evento                    | Pontos     | Pos.       | Posição     | Posição     | Posição     | Posição     | Pos.  |
| ------------- | ------------------------- | ---------- | ---------- | ----------- | ----------- | ----------- | ----------- | ----- |
| Jordi Font    | Snowboard cross masculino | 1:21.18    | 8 Q        | 2 Q         | 2 Q         | 2 Q         | 4           | 4     |
| Ibon Idigoras | Snowboard cross masculino | 1:23.56    | 34         | Não avançou | Não avançou | Não avançou | Não avançou | 34    |

Legenda
| Recorde mundial      | Recorde mundial (World record)               |                       | Recorde africano                      | Recorde africano (African) |                                           | Q | Classificado por posição (Qualified) |
| Recorde olímpico     | Recorde olímpico (Olympic record)            | Recorde da América    | Recorde da América (Americas)         | q                          | Classificado por melhor tempo (Qualified) |   |                                      |
| Melhor marca do ano  | Melhor marca do ano (World leading)          | Recorde asiático      | Recorde asiático (Asian)              | DNS                        | Não largou (Did not start)                |   |                                      |
| Recorde nacional     | Recorde nacional (National record)           | Recorde europeu       | Recorde europeu (European)            | DNF                        | Não terminou (Did not finish)             |   |                                      |
| Recorde pessoal      | Recorde pessoal do atleta (Personal best)    | Recorde da Oceania    | Recorde da Oceania (Oceania)          | DSQ / DQ                   | Desclassificado (Disqualified)            |   |                                      |
| Recorde da temporada | Recorde da temporada do atleta (Season best) | Recorde sul-americano | Recorde sul-americano (South America) | NM                         | Sem marca (No mark)                       |   |                                      |